# Jalandhara bandha
Jalandhara bandha is een bandha uit hatha yoga en wordt ook wel waterpijpslot of kinslot genoemd. Een bandha wordt gebruikt als samenspel tussen yogahoudingen en een ademhalingstechniek en heeft tot doel, gebundelde hoeveelheden prana vast te houden en te gebruiken.
Met deze bandha zou voorkomen worden dat er prana uit het bovenlichaam ontsnapt. Bij pranayama-technieken is het mogelijk de bloeddruk op te voeren en deze bandha zou helpen de bloeddruk onder controle te houden en de hersenen te beschermen. De romp wordt bij de uitvoering van de jalandhara bandha in een positie gebracht waarbij de ruggengraat uitgerekt wordt. Hierbij wordt de ademhaling ingehouden en de kin stevig tegen de borst gedrukt. Om uit deze bandha te komen, wordt het hoofd omhoog getild en wordt er uitgeademd.